# Lijst van voetbalinterlands Duitse Democratische Republiek - Koeweit
Deze lijst van voetbalinterlands geeft een overzicht van alle officiële voetbalwedstrijden tussen de nationale teams van de Duitse Democratische Republiek en Koeweit. De landen hebben eenmaal tegen elkaar gespeeld: een vriendschappelijke interland op 26 januari 1990 in Koeweit-Stad.

## Wedstrijden
| № | Plaats       | Datum           | Competitie        | Wedstrijd                                | Uitslag |
| - | ------------ | --------------- | ----------------- | ---------------------------------------- | ------- |
| 1 | Koeweit-Stad | 26 januari 1990 | Vriendschappelijk | Koeweit − Duitse Democratische Republiek | 1 − 2   |

## Samenvatting
| Competitie        | Totaal gespeeld | Winst DDR | Gelijk | Winst Koeweit | Doelsaldo DDR – Koeweit |
| ----------------- | --------------- | --------- | ------ | ------------- | ----------------------- |
| Vriendschappelijk | 1               | 1         | 0      | 0             | 2 − 1                   |
| Totaal            | 1               | 1         | 0      | 0             | 2 − 1                   |

Wedstrijden bepaald door strafschoppen worden, in lijn met de FIFA, als een gelijkspel gerekend.

## Details

### Eerste ontmoeting
| Vriendschappelijk (Koeweit-Stad, Koeweit, 26 januari 1990):                                                                                 |              | |
| Koeweit | 1 – 2        | Duitse Democratische Republiek |
| Wael Suleiman 89' (pen.) | goals        | 26' Marcus Wuckel 59' Marcus Wuckel |
| Otacílio | bondscoach   | Eduard Geyer |
| Samir Said Naeem Saad 17' Bassel Abdel Nabi Wael Suleiman Budaikh Badr Al-Bati Anbar Said 79' Khaled Ali Nasser 70' Badr Mrifa Walid Nasser | opstellingen | Ronny Teuber Andreas Wagenhaus Hendrik Herzog Matthias Lindner Burkhard Reich Uwe Weidemann Hilmar Weilandt 84' Richard Steinmann Dariusz Wosz Marcus Wuckel 65' Uwe Rösler |
| Oussama Hussein 17' Ahmed Al-Salah 70' Mohammed Ibrahim 79'                                                                                 | wissels      | 65' Ulf Kirsten 84' Jörg Stübner |

DFV · Kwalificatiewedstrijden · A-internationals · Bondscoaches · Statistieken · DDR vrouwenelftal · DDR U21 · DDR U20 ·  DDR U18 · DDR U16
1952 – 1959 · 
1960 – 1969 · 
1970 – 1979 · 
1980 – 1990
WK 1974
OS 1964 · 
OS 1972 · 
OS 1976 · 
OS 1980
1952 · 
1953 · 
1954 · 
1955 · 
1956 · 
1957 · 
1958 · 
1959 ·
1960 · 
1961 · 
1962 · 
1963 · 
1964 · 
1965 · 
1966 · 
1967 · 
1968 · 
1969 ·
1970 · 
1971 · 
1972 · 
1973 · 
1974 · 
1975 · 
1976 · 
1977 · 
1978 · 
1979 ·
1980 · 
1981 · 
1982 · 
1983 · 
1984 · 
1985 · 
1986 · 
1987 · 
1988 · 
1989 · 
1990
Albanië ·
Algerije ·
Argentinië ·
Australië ·
België ·
Bolivia ·
Brazilië ·
Bulgarije ·
Canada ·
Chili ·
Colombia ·
Cuba ·
Denemarken ·
Duitsland ·
Ecuador ·
Egypte ·
Engeland ·
Finland ·
Frankrijk ·
Ghana ·
Griekenland ·
Guinee ·
Hongarije ·
IJsland ·
Indonesië ·
Irak ·
Italië ·
Joegoslavië ·
Koeweit ·
Luxemburg ·
Mali ·
Malta ·
Marokko ·
Mexico ·
Myanmar ·
Nederland ·
Noorwegen ·
Oostenrijk ·
Polen ·
Portugal ·
Roemenië ·
Schotland ·
Sovjet-Unie ·
Spanje ·
Sri Lanka ·
Tsjecho-Slowakije ·
Tunesië ·
Turkije ·
Uruguay ·
Verenigde Staten ·
Wales ·
Zweden ·
Zwitserland
KFA · A-internationals · Bondscoaches · Statistieken · Koeweits vrouwenelftal · Koeweit U21 · Koeweit U20 · Koeweit U19 · Koeweit U18 · Koeweit U17
1960 – 1969 · 
1970 – 1979 · 
1980 – 1989 · 
1990 – 1999 · 
2000 – 2009 · 
2010 – 2019 ·
2020 − 2029
WK 1982
OS 1980 ·
OS 1992 ·
OS 2000
1961 · 
1962 · 
1963 · 
1964 · 
1965 · 
1966 · 
1967 · 
1968 · 
1969 · 
1970 · 
1971 · 
1972 · 
1973 · 
1974 · 
1975 · 
1976 · 
1977 · 
1978 · 
1979 · 
1980 · 
1981 · 
1982 · 
1983 · 
1984 · 
1985 · 
1986 · 
1987 · 
1988 · 
1989 · 
1990 · 
1991 · 
1992 · 
1993 · 
1994 · 
1995 · 
1996 · 
1997 · 
1998 · 
1999 · 
2000 · 
2001 · 
2002 · 
2003 · 
2004 · 
2005 · 
2006 · 
2007 · 
2008 · 
2009 · 
2010 · 
2011 · 
2012 · 
2013 ·
2014 ·
2015 ·
2016 ·
2017 ·
2018 ·
2019 ·
2020 ·
2021 ·
2022
Afghanistan ·
Algerije ·
Armenië ·
Australië ·
Azerbeidzjan ·
Bahrein ·
Bangladesh ·
Bhutan ·
Bosnië en Herzegovina ·
Bulgarije ·
Cambodja ·
China ·
Colombia · 
Cyprus ·
DDR ·
Duitsland ·
Ecuador ·
Egypte ·
Engeland ·
Filipijnen ·
Finland ·
Frankrijk ·
Hongarije · 
Hongkong ·
IJsland ·
India ·
Indonesië ·
Irak ·
Iran ·
Ivoorkust ·
Japan ·
Jemen ·
Jordanië ·
Kameroen ·
Kazachstan ·
Kenia ·
Kirgizië ·
Laos ·
Letland ·
Libanon ·
Libië ·
Litouwen ·
Macau ·
Maleisië ·
Mali ·
Malta ·
Marokko ·
Mongolië ·
Myanmar ·
Nepal ·
Nieuw-Zeeland ·
Noord-Korea ·
Noorwegen ·
Oeganda ·
Oezbekistan ·
Oman ·
Pakistan ·
Palestina ·
Polen ·
Portugal ·
Qatar ·
Saoedi-Arabië ·
Singapore ·
Slowakije ·
Soedan ·
Sovjet-Unie ·
Syrië ·
Tadzjikistan ·
Taiwan ·
Thailand ·
Trinidad en Tobago ·
Tsjechië ·
Tsjecho-Slowakije ·
Tunesië ·
Turkmenistan ·
Verenigde Arabische Emiraten ·
Verenigde Staten ·
Vietnam ·
Wales ·
Zambia ·
Zimbabwe ·
Zuid-Korea ·
Zuid-Vietnam
Engeland (1982) · 
Frankrijk (1982) · 
Tsjecho-Slowakije (1982)